# 서예선
서예선은 1994년 11월 30일 대한민국의 배우이다. 단국대학교 연극영화학과 학사로 졸업했고 《니가 내 아이를?》에서 주인공인 미희 역할을 맡아 연이 역할을 맡은 김예은과 동성애 역할을 맡았다. 